# Cour de récréation
« Cour de récré » redirige ici. Pour la série télévisée d'animation, voir La Cour de récré.

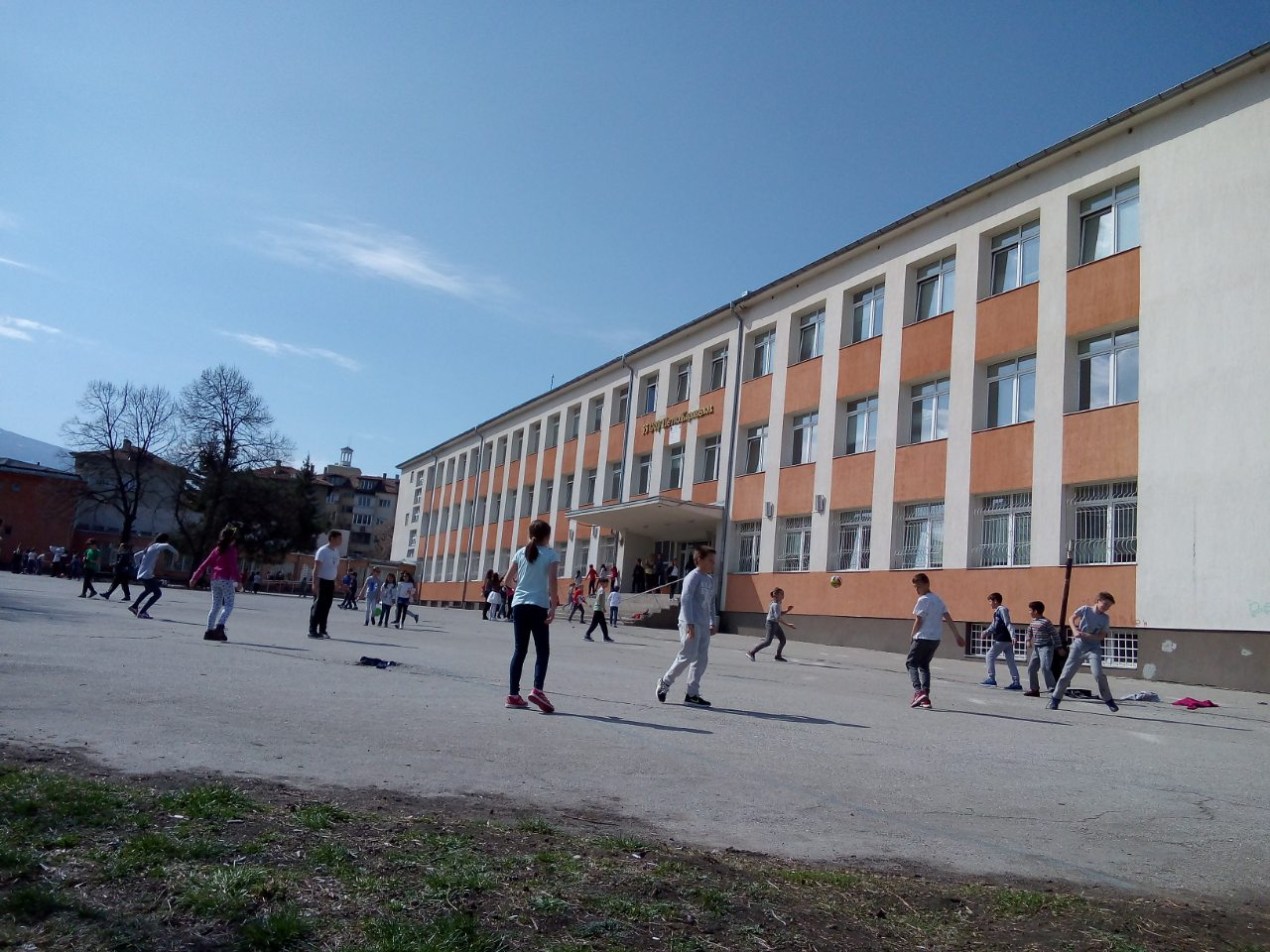
Cour de l'école 55 Petko Karavelov à Sofia (Bulgarie).

La cour de récréation est un lieu délimité attenant à un établissement scolaire où les élèves peuvent se détendre lors des récréations quotidiennes.
Les activités dans la cour de récréation diffèrent selon les établissements. En effet, dans une cour de récréation d'école primaire, on verra le plus souvent les enfants jouer au ballon, courir, etc. ; alors que dans un collège, on verra plutôt les adolescents marcher, discuter. La cour de récréation joue un rôle social où chacun peut se situer par rapport aux autres. 

## Cours de récréation vertes
Les cours d'écoles végétalisées existent un peu partout dans le monde. Elles apportent de nombreux bénéfices : diminution des îlots de chaleur, gestion des eaux pluviales sur site limitant les inondations, stockage carbone en cas de plantation d'arbres, biodiversité, éducation à l'environnement, amélioration du cadre de vie, diminution des blessures et de la violence. 

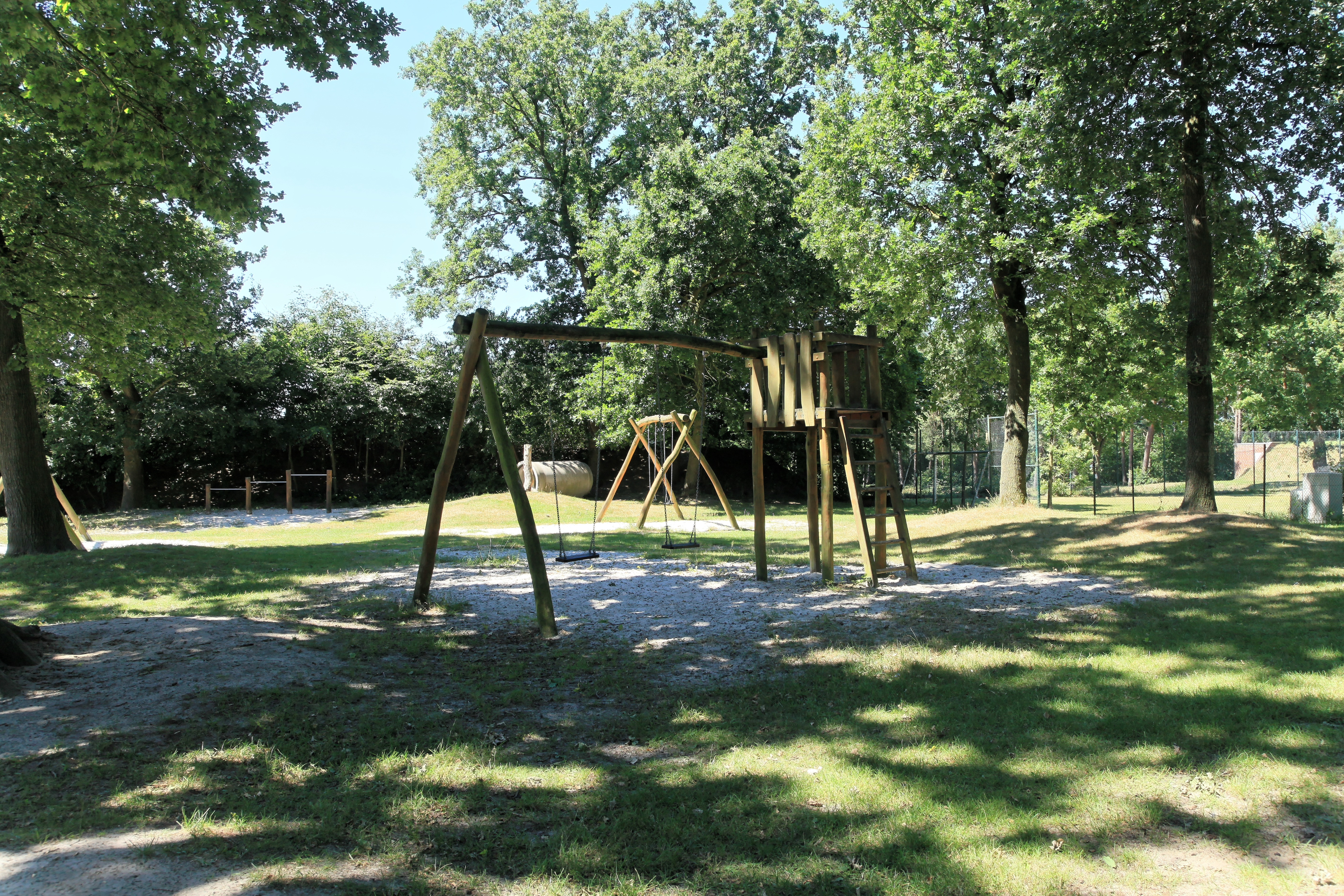
Allemagne
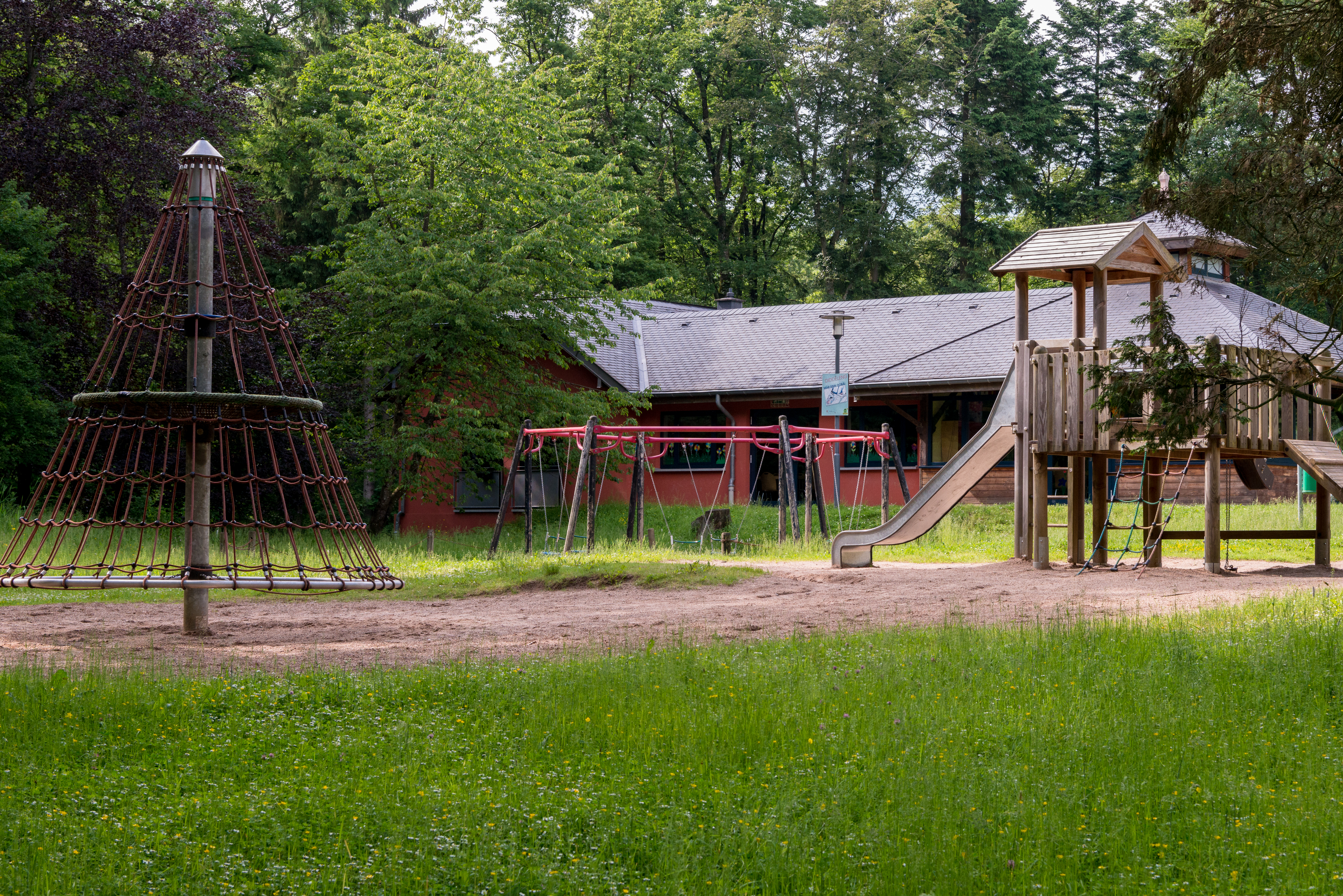
Luxembourg
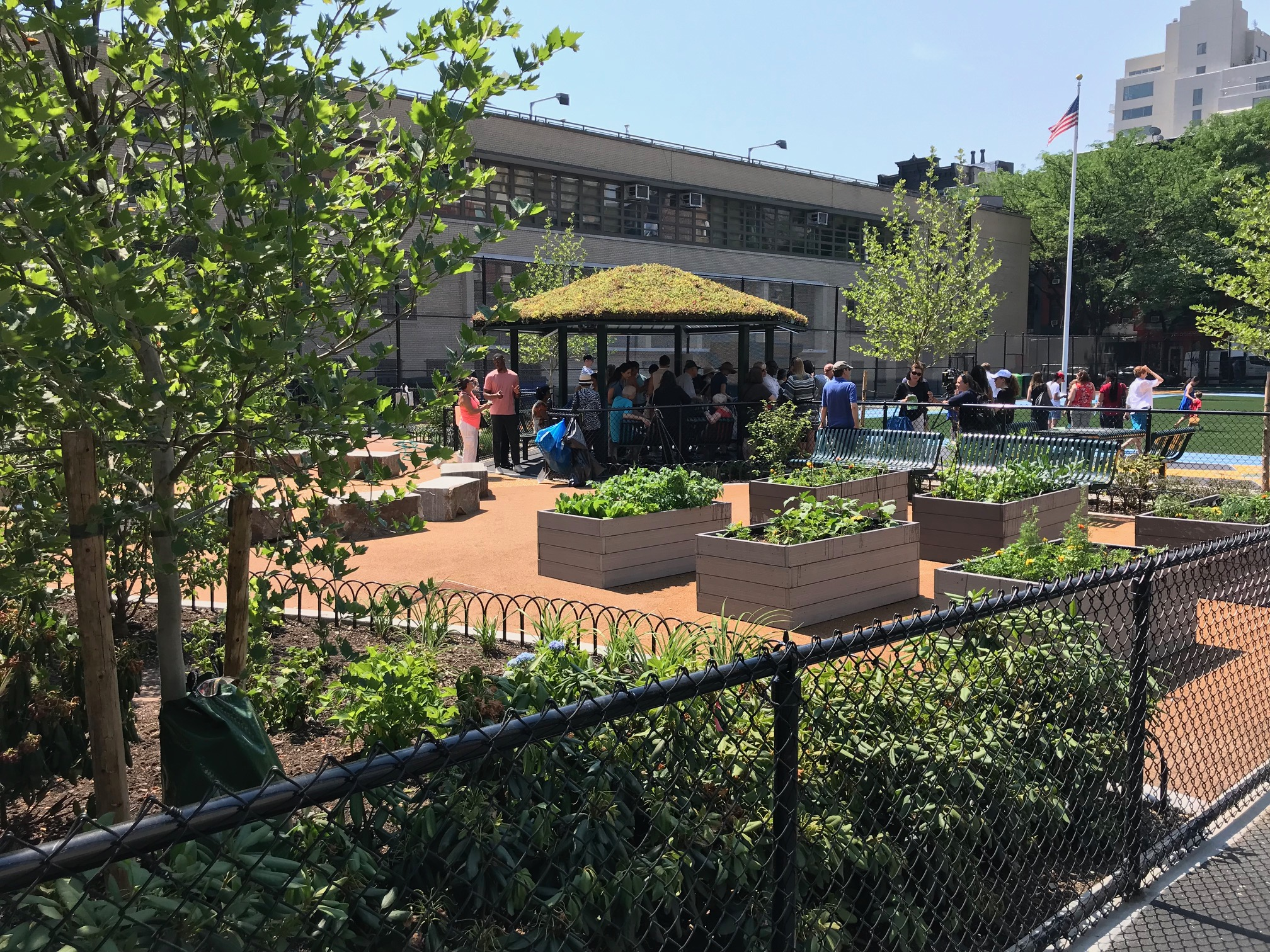
New York
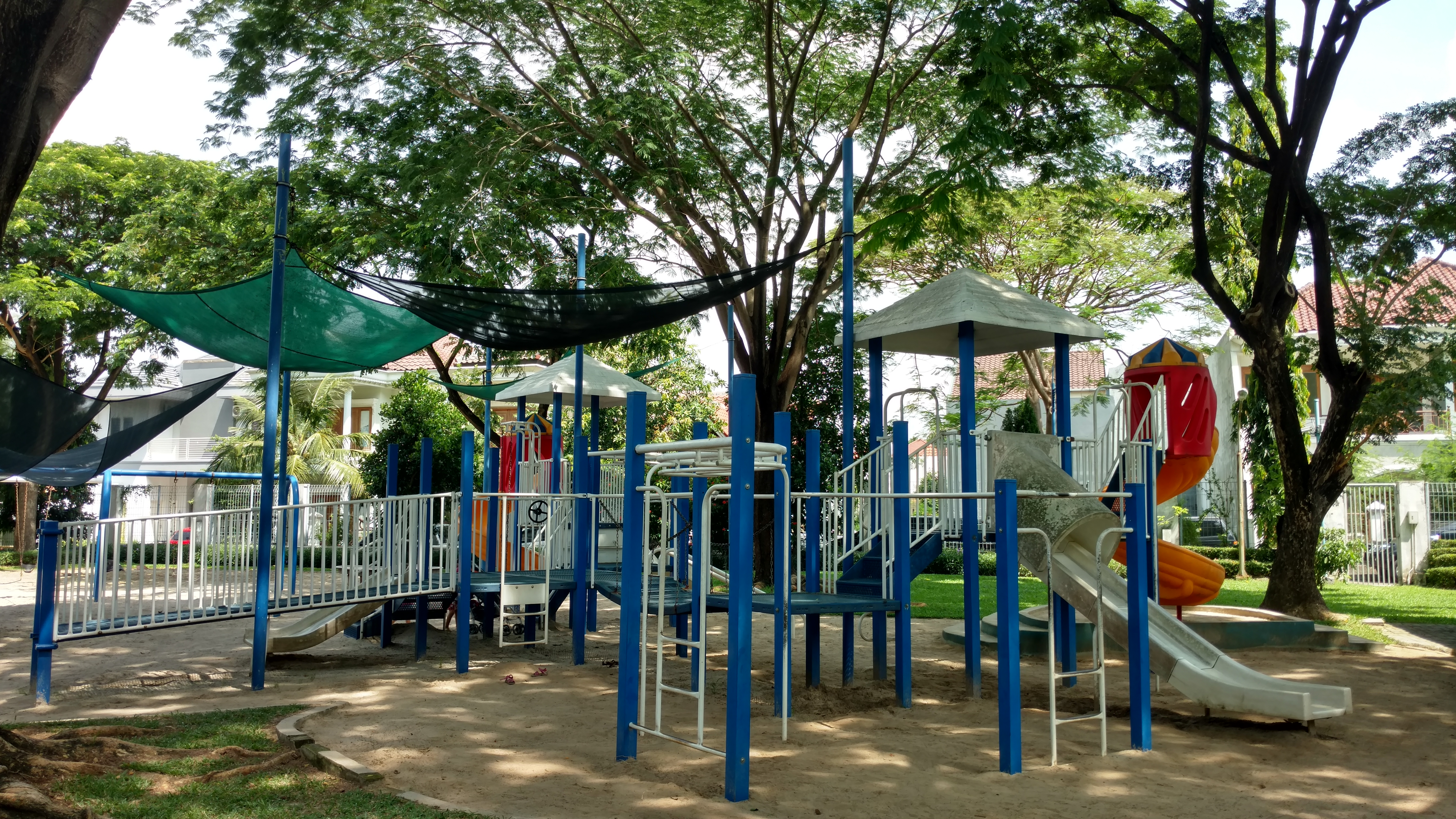
Indonésie

## Architecture
La cour de récréation est souvent attenante d'un préau où les élèves peuvent s'abriter les jours de pluie.

## Dans la fiction
- La Cour, téléfilm dramatique réalisé par Hafsia Herzi, 1 h 30 min diffusé sur la chaîne Arte le 30 septembre 2022. Cette fiction expose la lutte de territoire et d'influence entre les filles et les garçons dans une cour de récréation en primaire[1].